# Czesława Kaczyńska

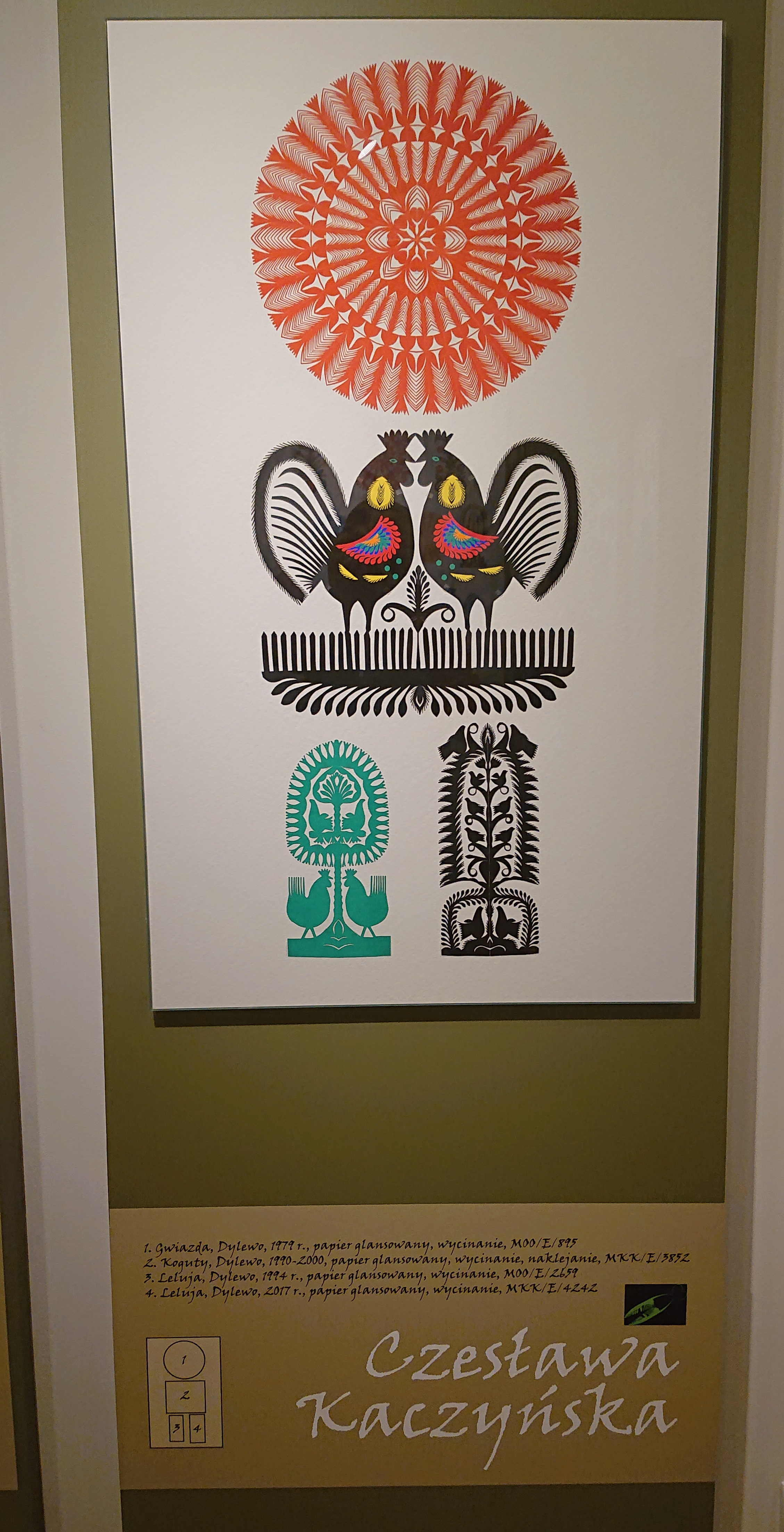
Plansza z wycinankami Czesławy Kaczyńskiej, fragment wystawy stałej „Wycinanka kurpiowska” w Muzeum Kultury Kurpiowskiej w Ostrołęce

Czesława Kaczyńska (ur. 15 sierpnia 1943 w Strzałkach) – polska twórczyni ludowa z Puszczy Zielonej, wycinankarka, hafciarka. Jest nazywana Ambasadorką Kurpiowszczyzny.

## Życiorys
Przyszła na świat w rodzinie Staśkiewiczów jako córka Franciszka i Stanisławy z Porębów. Po wyjściu za mąż za Stanisława Kaczyńskiego (1964) zamieszkała w domu męża w Dylewie. Wychowali dwie córki. 
Zamiłowanie do tradycji i sztuki ludowej wyniosła z domu rodzinnego. Pochodzi z rodziny o bogatych tradycjach rękodzielniczych. Uczyła się od babci Antoniny Staśkiewicz i matki Stanisławy Staśkiewicz. Jako czternastoletnia dziewczyna została doceniona za swoje umiejętności rękodzielnicze za wycinankę i byśki przez Adama Chętnika w konkursie ogłoszonym przez Muzeum w Łomży w 1957. Wykonuje wycinanki, hafty, koronkowe wstawki do fartuszków, wyroby plastyki obrzędowej (byśki, nowe latka), pisanki, kierce, kwiaty z bibuły. Kultywuje kurpiowskie tradycje kulinarne, śpiewa i mówi w gwarze kurpiowskiej.
Jest wiceprezeską Stowarzyszenia Twórców Ludowych w Lublinie, prezeską Oddziału Kurpiowskiego Stowarzyszenia Twórców Ludowych w Ostrołęce, członkinią Stowarzyszenia Artystów Kurpiowskich (czasowo była jego prezeską, zainicjowała jego powstanie), członkinią Rady Muzeum Kultury Kurpiowskiej w Ostrołęce. To inicjatorka warsztatów etnograficznych „Ginące zawody” odbywających się w Zagrodzie Kurpiowskiej w Kadzidle od 2001. Jest działaczka społeczną na rzecz lokalnej społeczności i regionu. Reaktywowała i przez wiele lat przewodniczyła Kołu Gospodyń Wiejskich „Dylezionki” w Dylewie (1978–2019). Była członkinią Rady Programowej przy Gminnym Ośrodku Kultury, Sportu i Rekreacji w Kadzidle oraz radną Rady Gminy Kadzidło. Od 1958 przez wiele lat była członkinią Zespołu „Kurpianka” w Kadzidle. Od 1996 jest członkinią Związku Kurpiów, zasiada w jego władzach (komisja rewizyjna).

W 2002 otrzymała nagrodę Prezesa Związku Kurpiów Kurpik, a w 2005 Nagrodę im. Oskara Kolberga. W 2013 była laureatką konkursu „Kobieta sukcesu”. Dostała wiele nagród, medali, odznaczeń, m.in. w 2001 Krzyż Kawalerski Orderu Odrodzenia Polski, Medal Pamiątkowy „Pro Masovia”, Medal „Zasłużony Kulturze Gloria Artis” (2006 – Brązowy, 2014 – Srebrny, 2022 – Złoty), dyplomy uznania Ministra Kultury i Sztuki, nagrody Starosty Ostrołęckiego (2002) i Marszałka Województwa Mazowieckiego (2000), Gwiozdę Łowicką, Odznaką „Zasłużony Działacz Kultury”, Srebrnym Krzyżem Zasługi, Odznaką „Zasłużony dla Cepelii” i Odznaką Honorową „Za zasługi dla kultury polskiej” (2010), Medalem 60-lecia Cepelii, dorocznej nagrody Ministra Kultury i Dziedzictwa Narodowego (2017), Medalem X-lecia Związku Kurpiów „Za zasługi dla regionu kurpiowskiego”.

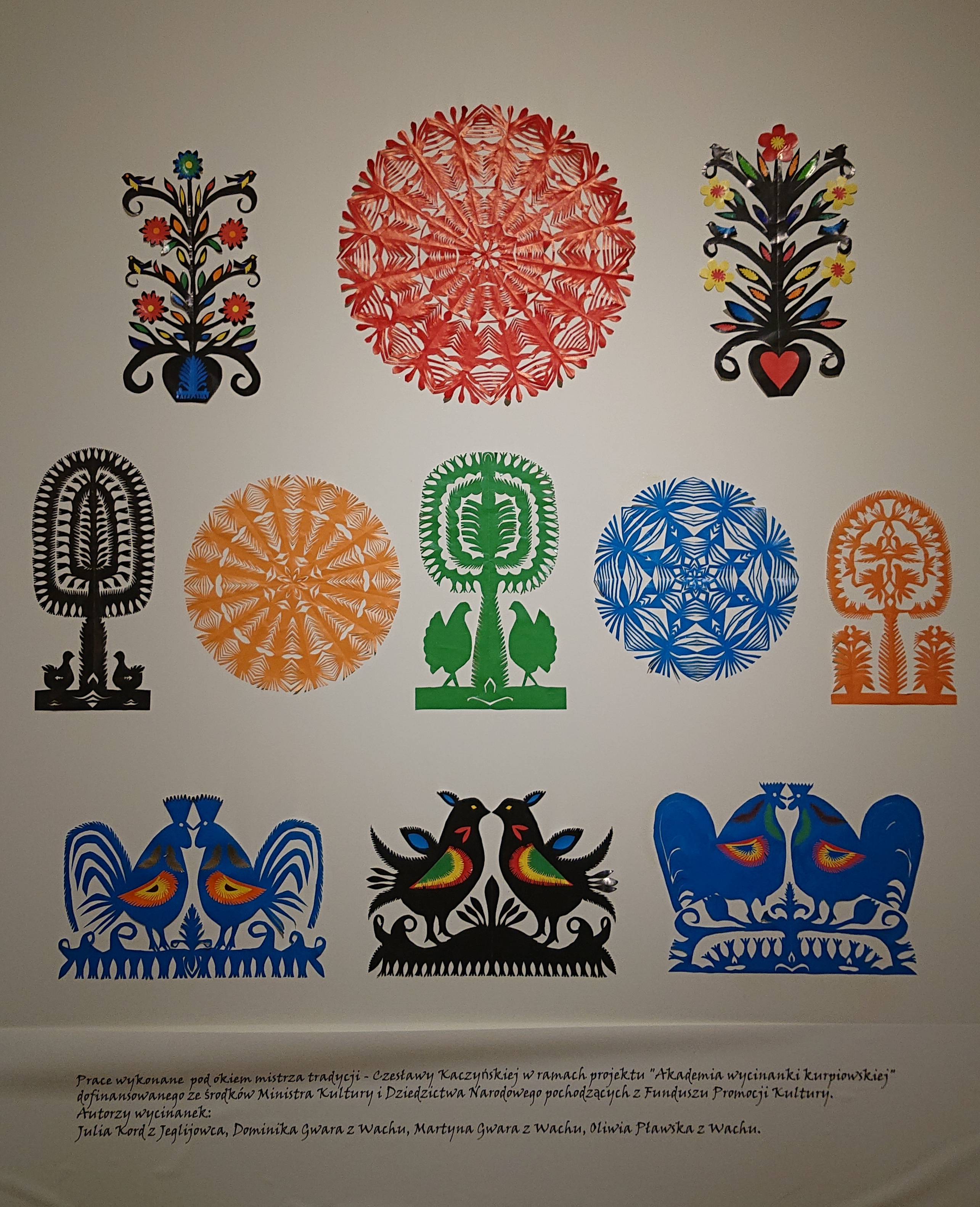
Wycinanki wykonane pod okiem Czesławy Kaczyńskiej w ramach projektu „Akademia wycinanki kurpiowskiej” (2018). Wycinanki wykonały Julia Kord z Jeglijowca, Dominika i Martyna Gwara z Wachu, Oliwia Pławska z Wachu. Zdjęcie z wystawy w Muzeum Kultury Kurpiowskiej w Ostrołęce

Twórczość Czesławy Kaczyńskiej była prezentowana na wystawach m.in. w Muzeum Północno-Mazowieckim w Łomży, Muzeum Kultury Kurpiowskiej w Ostrołęce, w Centrum Kultury w Tłuszczu, Muzeum Wycinanki Polskiej (w organizacji) podległym pod Konstanciński Dom Kultury. Jej wyroby można też oglądać w zbiorach muzealnych  w Muzeum Lubelskim, Muzeum Etnograficznym w Krakowie, Państwowym Muzeum Etnograficznym w Warszawie, Muzeum w Seulu i Bibliotece Kongresu w Waszyngtonie. Umiejętności rękodzielnicze prezentowała podczas wielu kiermaszów, festynów i targów turystycznych w kraju i za granicą (m.in. w Wielkiej Brytanii, Belgii, Danii, Hiszpanii, Szwecji, Włoszech, kilka razy w Niemczech, USA i Tunezji oraz na wystawie EXPO 2000 w Hanowerze). Swoje umiejętności i doświadczenia twórcze przekazuje następnym pokoleniom, prowadząc warsztaty i pokazy rękodzielnicze oraz projekty takie jak „Akademia wycinanki kurpiowskiej” (2018). W 1999 w swoim domu stworzyła tradycyjną izbę kurpiowską, w której prezentuje międzywojenne eksponaty związane z regionem oraz swoje prace. Motywy z jej wycinanek umieszczono na witrażach w kościele w Dylewie.

## Upamiętnienie
Przy budynku Urzędu Gminy w Kadzidle stworzono skwer ze słupem, na którym zamieszczono tabliczki z imionami i nazwiskami twórców i twórczyń ludowych z gminy Kadzidło, w tym Czesławy Kaczyńskiej.
W 2018 w Muzeum Kultury Kurpiowskiej w Ostrołęce przygotowano czasową wystawę monograficzną „Gwiazda kurpiowska, czyli działalność i twórczość Czesławy Kaczyńskiej”. 
W 2020 była jedną z bohaterek wystawy pt. Wycinanka kurpiowska z Puszczy Zielonej przygotowanej przez Muzeum Kultury Kurpiowskiej w Ostrołęce.
W 2022, na 65-lecie jej pracy twórczej, Związek Kurpiów wydał książkę Iwony Zyśk pt. Kaczyńska Czesława. Życie i twórczość.